# 16269 Merkord
16269 Merkord este un asteroid din centura principală de asteroizi.

## Descriere
16269 Merkord este un asteroid din centura principală de asteroizi. A fost descoperit pe 7 mai 2000 la Socorro, New Mexico, în cadrul proiectului LINEAR. Asteroidul prezintă o orbită caracterizată de o semiaxă mare de 3,12 ua, o excentricitate de 0,17 și o înclinație de 0,8° în raport cu ecliptica.